# Saint-Martin-de-Restigouche
Saint-Martin-de-Restigouche est un village du comté de Restigouche, à l'ouest de la province canadienne du Nouveau-Brunswick. Le village a le statut de DSL sous le nom légal de St-Martin-de-Restigouche en français est de St. Martin de Restigouche en anglais. Dans le cadre de la réforme de la gouvernance locale du 1er janvier 2023, le DSL a été fusionné à la ville de Saint-Quentin.

## Toponyme
Le village est nommé en l'honneur de Martin de Tours.

## Géographie

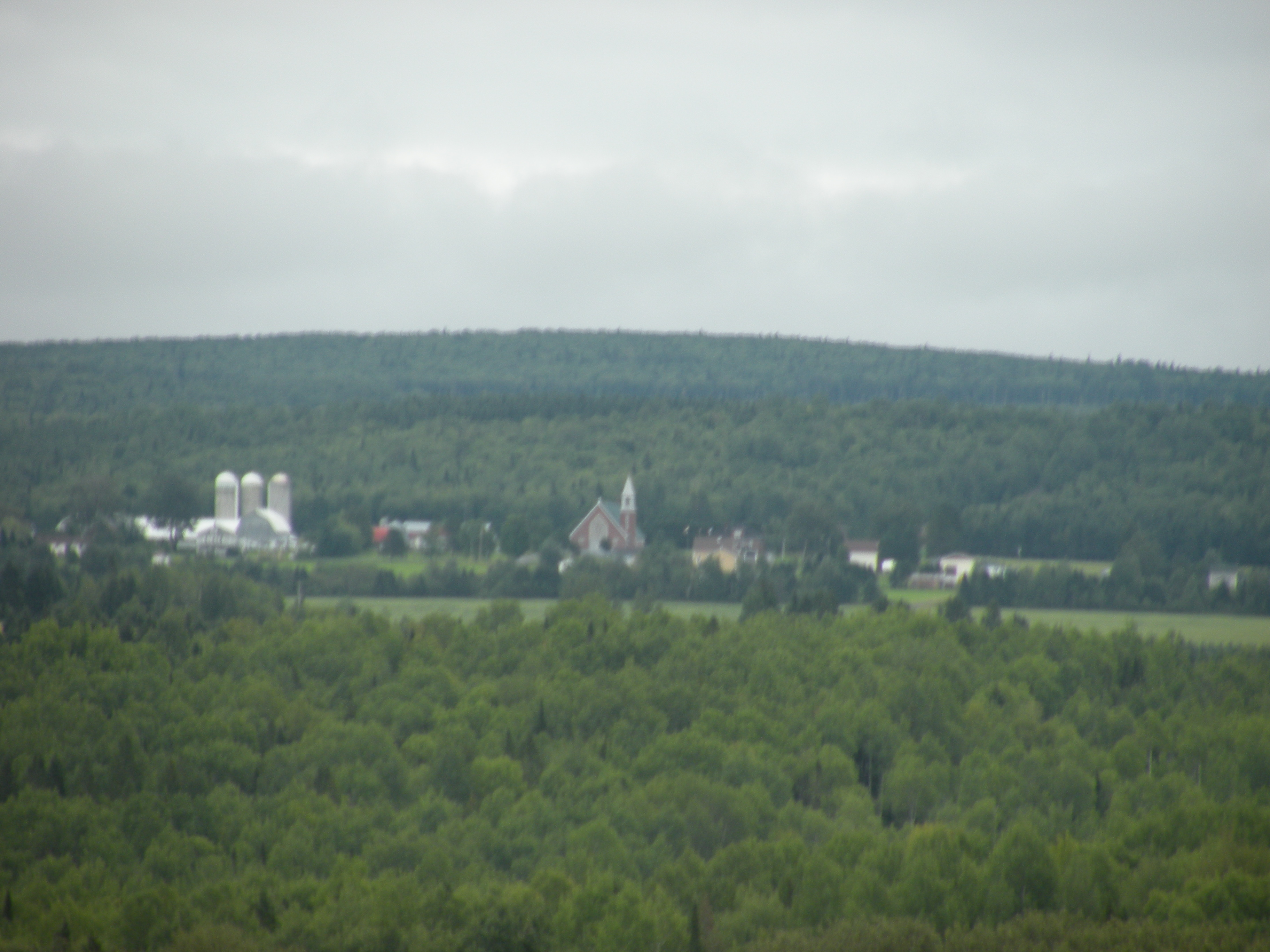
Saint-Martin-de-Restigouche, vu de la route 17.

Saint-Martin-de-Restigouche est situé dans les Appalaches, le long de la route 260, à près de 90 kilomètres de route au sud-ouest de Campbellton. La route 17 et la route 180 sont en fait les seuls accès routiers vers la région, via Saint-Quentin ou Kedgwick.
Saint-Martin-de-Restigouche est généralement considéré comme faisant partie de l'Acadie.

## Histoire
La construction du chemin de fer Restigouche and Western, entre Tide Head et Saint-Léonard, commence en 1898. Les travaux sont ralentis en raison du terrain difficile et du manque de fonds et le chemin de fer International prend le contrôle de la ligne en 1906. Les travaux sont terminés en 1910.
Saint-Martin-de-Restigouche est fondé en 1913. Une chapelle est construite en 1918 et un presbytère en 1926. L'église est inaugurée en 1958. Le chemin de fer International est abandonné en 1989.
Saint-Martin-de-Restigouche est l'une des localités organisatrices du Ve Congrès mondial acadien en 2014.

## Démographie
D'après le recensement de Statistique Canada, il y a 110 habitants en 2006, comparativement à 146 en 2001, soit une baisse de 24,7 %. Il y a 46 logements privés, dont 40 occupés par des résidents habituels. Le village a une superficie de 5,72 km2 et une densité de population de 19,2 habitants au kilomètre carré.
Le recensement de 2011 indique que la population de Saint-Martin-de-Restigouche s'élève à 104 habitants et que la densité est de 18,2 habitants au kilomètre carré.
En 2021, le village compte 105 habitants contre 92 en 2016, soit une augmentation de 14,1 %. Sa densité de population est alors portée à 18,2 habitants au kilomètre carré, alors qu'elle s'établit à 15,9 habitants au kilomètre carré en 2016,.

## Économie
Entreprise Restigouche a la responsabilité du développement économique.

## Administration

### Comité consultatif
En tant que district de services locaux, Saint-Martin-de-Retsigouche administré directement par le Ministère des Gouvernements locaux du Nouveau-Brunswick, secondé par un comité consultatif élu composé de cinq membres dont un président.
| Période                                  | Période | Identité             | Étiquette | Qualité |
| ---------------------------------------- | ------- | -------------------- | --------- | ------- |
| 19??                                     | ????    | Jacques Saint-Pierre |           |         |
|                                          |         |                      |           |         |
| Les données manquantes sont à compléter. |         |                      |           |         |

### Commission de services régionaux
Saint-Martin-de-Restigouche fait partie de la Région 1, une commission de services régionaux (CSR) devant commencer officiellement ses activités le 1er janvier 2013. Le DSL devait à l'origine faire partie de la Région 2. Contrairement aux municipalités, les DSL sont représentés au conseil par un nombre de représentants proportionnel à leur population et à leur assiette fiscale. Ces représentants sont élus par les présidents des DSL mais sont nommés par le gouvernement s'il n'y a pas assez de présidents en fonction. Les services obligatoirement offerts par les CSR sont l'aménagement régional, l'aménagement local dans le cas des DSL, la gestion des déchets solides, la planification des mesures d'urgence ainsi que la collaboration en matière de services de police, la planification et le partage des coûts des infrastructures régionales de sport, de loisirs et de culture; d'autres services pourraient s'ajouter à cette liste.

### Représentation et tendances politiques
Nouveau-Brunswick: Saint-Martin-de-Restigouche fait partie de la circonscription provinciale de Restigouche-La-Vallée, qui est représentée à l'Assemblée législative du Nouveau-Brunswick par Martine Coulombe, du Parti progressiste-conservateur. Elle fut élue en 2010.
 Canada: Saint-Martin-de-Restigouche fait partie de la circonscription fédérale de Madawaska—Restigouche, qui est représentée à la Chambre des communes du Canada par Jean-Claude D'Amours, du Parti libéral. Il fut élu lors de la 38e élection générale, en 2004, puis réélu en 2006 et en 2008.

## Vivre à Saint-Martin-de-Restigouche
Saint-Martin-de-Restigouche est traversé par le Sentier international des Appalaches.
L'église Notre-Dame-de-la-Paix est une église catholique romaine faisant partie du diocèse d'Edmundston.
Le bureau de poste et le détachement de la Gendarmerie royale du Canada les plus proches sont à Saint-Quentin. Cette ville bénéficie de l'Hôtel-Dieu Saint-Joseph et d'un poste d'Ambulance Nouveau-Brunswick.
Le quotidien francophone est L'Acadie nouvelle, publié à Caraquet, et le quotidien anglophone est Telegraph-Journal, publié à Saint-Jean.

## Culture

### Personnalités
- Roland Durette (1927-), écrivain, né à Saint-Martin-de-Restigouche.